# Randolph (New Jersey)
Pour les articles homonymes, voir Randolph.
Randolph est une municipalité américaine située dans le comté de Morris au New Jersey. Lors du recensement de 2010, sa population est de 25 734 habitants. La municipalité s'étend sur 21,07 milles carrés (54,57 km2), dont 0,25 milles carrés (0,65 km2) d'étendues d'eau.
La région est d'abord habitée par les Lenapes.
Le township de Randolph est formé en 1806 à partir de Mendham Township (sa création est votée l'année précédente). Il est nommé d'après le quaker Hartshorne Fitz-Randoplh, l'un des premiers propriétaires des lieux,. Après sa création, Randolph perd une partie de son territoire au profit de Pequannock Township (1831), Dover (1869), Port Oram (1895), Mine Hill (1923) et Victory Gardens (1951).
Le gouvernement de Randolph est un gouvernement à gérance municipale : les habitants élisent un conseil municipal qui élit chaque année un maire entre ses membres ; le conseil désigne le gérant municipal, chef de l'administration locale.